# Louis Meyer

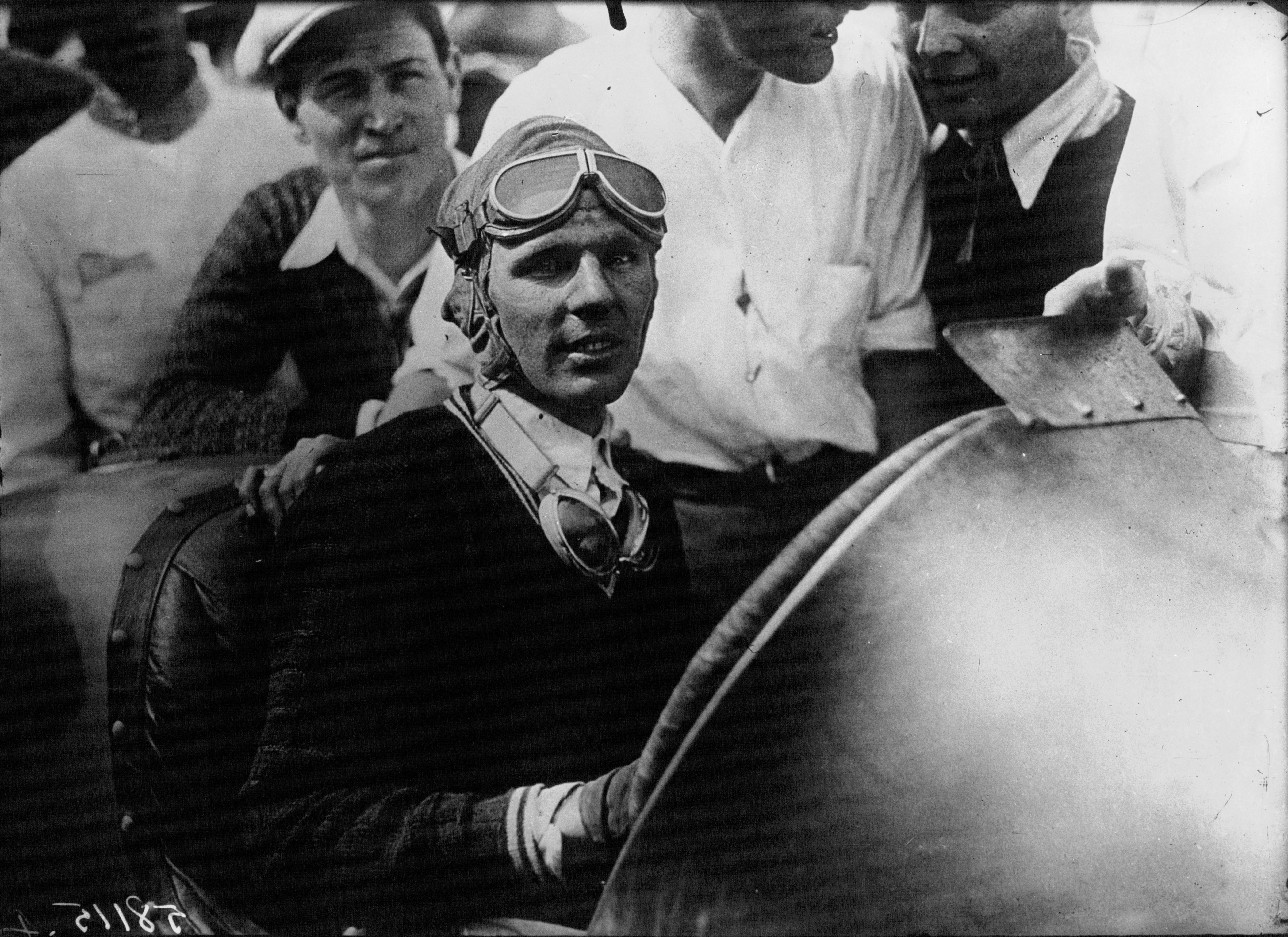
Louis Meyer nas 500 Milhas de Indianápolis de 1928.

Louis Meyer (21 de julho de 1904, Nova Iorque — 07 de novembro de 1995) foi um piloto e mecânico de corridas americano. Historicamente é conhecido por vencer as 500 Milhas de Indianápolis de 1928, 1933 e 1936 e ser o primeiro a vencer três vezes somando-se a segundo lugar em 1939. Ele também ganhou o Campeonato Nacional da AAA em 1928, 1929 e 1933, e foi vice-campeão em 1936. Ele é particularmente lembrado por ter começado a tradição da Indy 500 de cada vencedor das 500 Milhas de Indianápolis beber uma garrafa de leite como parte da celebração.

## Carreira desportiva
Em sua juventude, Meyer era mecânico de seu irmão Eddie Meyer, que era um piloto nos ovais da Califórnia.
Ele estreou como piloto no Campeonato Nacional da AAA em 1926. Em 1927, ele foi piloto de substituição de Wilbur Shaw nas 500 Milhas de Indianápolis para 53 das 200 voltas, colaborando para obter um quarto.
Em 1928, Meyer estreou oficialmente nas 500 Milhas de Indianápolis, alcançando a vitória a uma velocidade média de 99,482 milhas por hora (160,101 km/h). Em seguida, ele venceu em Altoona e ficou em segundo lugar em Rockingham 2, e ele ganhou o campeonato contra Ray Keech e Lou Moore.
Nas cinco corridas de 1929, o piloto conseguiu duas vitórias em Altoona 1 e 2 e dois segundos lugares nas 500 Milhas de Indianápolis e Detroit. Assim sendo coroado campeão contra Keech (faleceu em Altoona 1 após derrotá-lo em Indianápolis) e Shaw.
Meyer disputou apenas três corridas em 1930. Bastou apenas chegar em quarto lugar em Indianápolis para chegar em sétimo na classificação.
O piloto tirou o 500 Milhas de Indianápolis em 1931, abandonando com falha mecânica. Em seguida, ele dirigiu no lugar de Myron Stevens na volta 73, cruzando a linha de chegada em quarto lugar. Nesse mesmo ano, ele venceu a corrida de Detroit. Em 1932, o californiano abandonou em Indianapolis, não classificou-se em Syracuse, e caiu em Oakland.
Meyer ganhou as 500 Milhas de Indianápolis, pela segunda vez em 1933, batendo Shaw e Moore. Em 1934 ele deixou em que o teste falha mecânica duas vezes, primeiro com o seu carro e depois como relevo de Ralph Hepburn.
O californiano voltou a competir regularmente em 1935. Ele ganhou em Altoona e ficou em segundo lugar em Ascot, sendo assim o oitavo lugar no campeonato.
Em janeiro de 1936, Meyer foi o segundo em Ascot e quarto em Oakland. Em seguida, ele conseguiu sua terceira vitória no Indianapolis 500, depois que ele bebeu leite para se recuperar. Isso levou a uma tradição: cada vencedor das 500 Milhas de Indianápolis bebe uma garrafa de leite como parte da celebração. Foi também o primeiro piloto a receber o Troféu Borg-Warner para sua vitória.
O californiano ficou em quarto lugar no 500 Milhas de Indianápolis em 1937. Em 1938 caiu por falha mecânica. Em sua última participação, em 1939, ele caiu três voltas ele dirigia em segundo lugar, tendo liderado 75 voltas.

## Atividades mais tarde
Na década de 1940, Meyer tornou-se o proprietário da empresa de fabricação dos motores Offenhauser. Com seu filho Sonny Meyer, ele alcançou 18 vitórias consecutivas entre 1947 e 1964, além de inúmeras vitórias em Sprint Cars e Midgets. Então, ele foi responsável pela distribuição e manutenção de motores Ford na Indy até 1972.
Seus restos mortais estão no Inglewood Park Cemetery, no condado de Los Angeles.